# Теория возможностей
Теория возможностей — математическая теория, имеющая дело с особым типом неопределенности, альтернативна теории вероятностей. Профессор Лотфи Заде (Lotfi Zadeh) впервые ввел теорию возможностей в 1978 году в качестве расширения его теорий нечётких множеств и нечёткой логики. Д. Дюбуа (D. Dubois) и Г. Праде (H. Prade) позже внесли свой вклад в её развитие. Раньше, в 1950-х годах экономист Дж. Шекл предложил min/max-алгебру для описания степени потенциальных неожиданностей. В конце 1990-х годов профессор МГУ Ю. П. Пытьев предложил вариант теории возможностей, в котором возможность и необходимость определяются значениями линейного счётно-аддитивного функционала (интеграла).
Содержательное толкование теоретико-возможностных методов существенно отличается от теоретико-вероятностных. Возможность события, в отличие от вероятности, которая оценивает частоту его появления в регулярном стохастическом эксперименте, ориентирована на относительную оценку истинности данного события, его предпочтительности в сравнении с любым другим. То есть содержательно могут быть истолкованы лишь отношения «больше», «меньше» или «равно». Вместе с тем возможность не имеет событийно-частотной интерпретации (в отличие от вероятности), которая связывает её с экспериментом. Тем не менее теория возможностей позволяет математически моделировать реальность на основе опытных фактов, знаний, гипотез, суждений исследователей.